# Christa B. Allen
Christa Brittany Allen (Wildomar, 11 de novembro de 1991) é uma atriz estadunidense, mais conhecida por interpretar Jenna Rink mais nova, personagem de Jennifer Garner no filme 13 Going on 30. Sua semelhança com a atriz ainda rendeu outro trabalho, como no filme Ghosts of Girlfriends Past, onde ela interpretou a personagem de Jennifer Garner adolescente. Outro papel de destaque de Christa é Charlotte Grayson, na série Revenge.

## Biografia
Christa Brittany Allen nasceu em Wildomar, Califórnia. Ela é a caçula de cinco irmãos, com quatro irmãos mais velhos, bem como quatro meio-irmãos mais velho. Christa Allen sabia desde cedo que queria estar na frente da câmera. Depois de atuar em vários comerciais, um filme de estudante e narração, a sua grande chance veio quando ela foi escolhida como a jovem Jennifer Garner, aos 13 anos no filme 13 Going On 30.

## Carreira
Allen começou sua carreira fazendo vários comerciais e filmes estudantes. Fez também aparições em séries de TV como The Man Show, Medium, Cory in the House entre outras vários estudantes filmes, e vários comerciais.
De 2011 a 2015 fez parte do elenco fixo da série de televisão Revenge, onde interpreta Charlotte Grayson.

## Filmografia

### Filmes
| Ano  | Título                                    | Papel                              | Notas              |
| ---- | ----------------------------------------- | ---------------------------------- | ------------------ |
| 2004 | 13 Going On 30                            | Jenna Rink (adolescente) (13 anos) |                    |
| 2006 | A Merry Little Christmas                  | Holly                              |                    |
| 2009 | Chasing a Dream                           | Nikol Schrunk                      |                    |
| 2009 | Ghosts of Girlfriends Past                | Jenny (adolescente)                |                    |
| 2009 | Jonas Brothers: The 3D Concert Experience | Fã em destaque                     |                    |
| 2009 | Youth in Revolt                           | Garota adolescente                 |                    |
| 2010 | One Wish                                  | Molly                              |                    |
| 2011 | One Kinne Day                             | Alea                               |                    |
| 2011 | Deadly Sibling Rivalry                    | Fiona Chalmers                     |                    |
| 2012 | Detention of the Dead                     | Janet                              |                    |
| 2014 | They Grow Up                              | Angelica                           | Curta-metragem     |
| 2014 | Darknet Delivered: A Silk Road Story      | Marie                              | Curta-metragem     |
| 2016 | Hopeless, Romantic                        | Liz                                | Filme de televisão |
| 2017 | The Valley                                | Alicia                             |                    |
| 2017 | One of Us                                 | Melanie / Mary                     |                    |
| 2019 | The Queen of Sin                          | Posey                              |                    |

### Televisão
| Ano       | Título                         | Papel                              | Nota                               |
| --------- | ------------------------------ | ---------------------------------- | ---------------------------------- |
| 2006      | Medium                         | Maura Walker                       | Episódio: "Blood Relation"         |
| 2006      | Cake                           | Cake                               | 13 episódios                       |
| 2007      | Cory in the House              | Cheyenne                           | Episódio: "The Kung Fu Kats Kid"   |
| 2008      | The Suite Life on Deck         | Violet Berg                        | Episódio: "The Kidney of the Sea"  |
| 2008      | Grey's Anatomy                 | Holly Anderson                     | Episódio: "All by Myself"          |
| 2009      | ER                             | Jody Nugent                        | Episódio: "Love Is a Battlefield"  |
| 2009      | CSI: Crime Scene Investigation | Matty Moore                        | Episódio: "Miscarriage of Justice" |
| 2009      | Wizards of Waverly Place       | Daphne                             | Episódio: "Family Game Night"      |
| 2010      | Cold Case                      | Annabelle Bennet                   | Episódio: "Free Love"              |
| 2011-2015 | Revenge                        | Charlotte Grayson/Charlotte Clarke | Elenco principal, co-protagonista  |
| 2015      | Baby Daddy                     | Robyn                              | Elenco Recorrente (4 episódios)    |

### Curtas-metragens
| Ano  | Título          | Papel   |
| ---- | --------------- | ------- |
| 2004 | Chocolate Girls | Barbara |
| 2004 | Seen            |         |